# Кармона, Викельман
Викельман Кармона (исп. Wikelman Carmona; род. 24 февраля 2003, Валье-де-Ла-Паскуа, Гуарико) — венесуэльский футболист, полузащитник клуба «Нью-Йорк Ред Буллз».

## Клубная карьера
Рид — воспитанник клуба «Академия Динамо». 25 января 2021 года, Кармона подписал контракт с клубом «Нью-Йорк Ред Буллз». В ходе сезона, игрок был отправлен в резервный клуб «Нью-Йорк Ред Буллз II».
18 апреля в поединке против «Спортинг Канзас-Сити» Кармона дебютировал в МЛС. 30 апреля в матче против «Хартфорд Атлетик» Викельман дебютировал за фарм-клуб. 31 апреля во встрече против «Нью-Инглэнд Революшен» он забил первый гол за «Нью-Йорк Ред Буллз».